# Frans Lundgren
Frans Daniel Lundgren, född 25 augusti 1854 i Kvistbro socken, död 29 april 1928 i Stockholm, var en svensk uppfinnare och maskiningenjör.
Frans Lundgren var son till bergsmannen Olof Lundgren. Efter examen vid Borås tekniska elementarskola 1879 blev han ritare och konstruktör hos Martin Wiberg i Stockholm 1880-1882 där han arbetade för att ta fram en maskin för tändsticksasktillverkning. Lundgren lämnade dock arbetet där för att 1882-1883 driva en experimentverkstad tillsammans med C A Holm för att utveckla en tändsticksaskmaskin åt fabrikör Gerhard Arehn vid AB Nya tändsticksfabriken. En ytteraskmaskin konstruerades, liksom en etiketteringsmaskin som patenterade i april 1882 och en inneraskmaskin som patenterades i juni 1883. Lundgren lämnade i slutet av 1883 samarbetet med Holm för att fortsätta arbetet med Oscar Arehns son bergsingenjör Gerhard Arehn vid dennes mekaniska verkstad på Kungsholmen. Lundgren kom här att bli teknisk ledare och verkstadschef vid verkstaden. Efter återkomsten från en studieresa i Tyskland, Österrike och Frankrike fortsatte han arbetet med att förbättra sina tändsticksaskmaskiner. Sedan Oscar Arehn 1889 lagt ned sin tändsticksfabrik flyttade Lundgren 1890 till Södertälje för att fortsätta sina experiment på egen hand. 1893 återvände han dock till Stockholm för att fortsätta arbetet vid Gerhard Arehns mekaniska verkstad. Sedan firman 1896 ombildats till aktiebolag blev Lundgren ledamot av dess styrelse. 1916 lämnade han arbetet vid den mekaniska verkstaden och samtidigt styrelseposten i företaget.
Förutom tändsticksaskmaskinen som kommit att bli använd i hela världen uppfann Lundgren 1890 en askfyllningsmaskin för tändstickor, liksom en banderoll för cigarettfyllning.